# Pandia (vệ tinh)
Pandia /pænˈdaɪə/, còn được biết là Jupiter LXV, ban đầu được gọi là S/2017 J 4, là một vệ tinh tự nhiên bên ngoài của Sao Mộc, đường kính là 3 km, bán kính là 1,5 km.

## Khám phá

Hình ảnh của Pandia (chính giữa) chụp bởi CFHT vào ngày 28 tháng 2 năm 2003

Pandia được phát hiện bởi Scott S. Sheppard và cộng sự của anh ấy vào năm 2017, nhưng không được công bố cho đến ngày 17 tháng 7 năm 2018 thông qua Minor Planet Electronic Circular từ Minor Planet Center.

## Tên gọi
Vệ tinh được đặt tên vào năm 2019 theo tên Pandia (Πανδία Pandīa), nữ thần trăng tròn của người Hy Lạp, con gái của Zeus và Selene. Pandia là một trong những gợi ý phổ biến nhất trong một cuộc thi đặt tên được tổ chức bởi Viện Carnegie trên Twitter, với ý kiến đáng chú ý nhất đến từ câu lạc bộ thiên văn học của Trường Lanivet ở Cornwall, Vương quốc Anh đã được người dùng "@emmabray182" thay mặt gửi đến cuộc thi. Họ chọn Pandia vì linh vật của trường họ là một con gấu trúc và ngôi làng địa phương của họ từng cung cấp tre cho gấu trúc ở Sở thú Luân Đôn.
Nó thuộc nhóm ngoài Himalia là những cái tên kết thúc bằng a.

## Quỹ đạo
Nó quay quanh một trục bán chính dài khoảng 11.525.000 km với dộ nghiêng quỹ đạo khoảng 28,15°.